# Neumünster
Neumünster är en stad i det tyska förbundslandet Schleswig-Holstein. Folkmängden uppgår till cirka 77 000 invånare. 
Den är belägen ca 30 kilometer söder om Kiel vid motorvägen A7 och är den enda av Schleswig-Holsteins större städer som inte ligger vid havet.
Orten är känd sedan 1100-talet men fick sina stadsrättigheter först 1870. Här fanns fram till 1966 en betydande läderindustri. Författaren Hans Fallada avtjänade sitt fängelsestraff för förskingring i staden på 1920-talet, fängelset finns kvar, och efter straffet arbetade han som journalist vid lokaltidningen.